# Sredice Gornje
Sredice Gornje je chorvatská vesnice spadající pod opčinu Kapela, nacházející se v Bjelovarsko-bilogorské župě, asi 25 kilometrů od maďarských hranic. Leží v nadmořské výšce 186 m n. m. a k roku 2001 zde žilo 210 obyvatel.

## Vývoj počtu obyvatel
Počet obyvatel